# A.C. Milan w sezonie 1966/1967

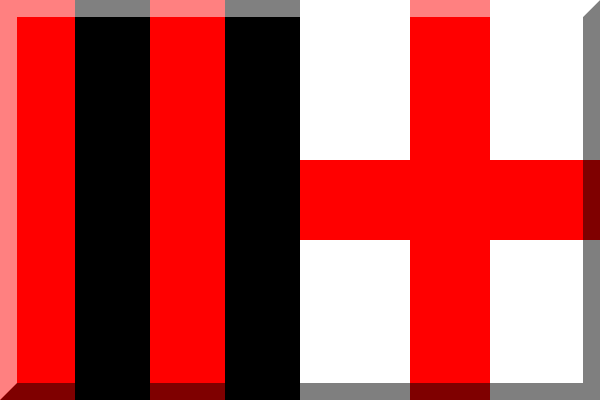
Klubowe barwy Milanu

Osiągnięcia i skład piłkarskiego zespołu A.C. Milan w sezonie 1966/67.

## Osiągnięcia
- Serie A: 8. miejsce
- Puchar Włoch: zwycięstwo

## Podstawowe dane
- Oficjalna nazwa klubu: Associazione Calcio Milan
- Siedziba klubu: Via F. Turati 3
- Boisko: San Siro
- Prezes klubu:  Luigi Carraro
- Trener zespołu:  Arturo Silvestri;  Nereo Rocco
- Kapitan drużyny:  Gianni Rivera

## Skład zespołu
Bramkarze:
| Włochy | Mario Barluzzi    |
| Włochy | Pierangelo Belli  |
| Włochy | Claudio Mantovani |

Obrońcy:
| Włochy | Angelo Anquilletti      |
| Włochy | Bruno Baveni            |
| Włochy | Gilberto Noletti        |
| Włochy | Roberto Rosato          |
| Włochy | Nello Santin            |
| Niemcy | Karl-Heinz Schnellinger |
| Włochy | Giovanni Trapattoni     |

Pomocnicy:
| Włochy | Massimo Giacomini |
| Włochy | Giovanni Lodetti  |
| Włochy | Sergio Maddè      |
| Włochy | Gianni Rivera     |

Napastnicy:
| Brazylia          | Amarildo                 |
| Włochy            | Giuliano Fortunato       |
| Włochy            | Ricardo Innocenti        |
| Włochy            | Bruno Mora               |
| Włochy            | Angelo Paina             |
| Włochy            | Nello Santutti           |
| Brazylia · Włochy | Angelo Benedicto Sormani |